# Carla
|  | Aquest article tracta sobre el nom propi femení. Si cerqueu la cantautora catalana en llengua anglesa coneguda com a Carla, vegeu «Carla Serrat i Tarré». |

El nom de Carla prové de la llengua germànica. Si ens centrem en la seva etimologia, podem veure com el nom prové de la paraula Karl. Aquesta paraula es tradueix com la més forta o poderosa. Això vol dir que estem parlant d'una dona forta que afrontarà els seus problemes sense problemes.
No obstant també hi ha persones que pensen que aquest nom podria provenir directament del femení de Carles en italià. Segons els últims estudis, és un dels 15 noms més comuns en el nostre país en els últims 12 mesos.

## Personalitat
Carla és una persona a la qual li agrada la tranquil·litat i no li agrada estressar per res del món. Té clar que qualsevol problema pot ser solucionat sense problemes, perquè és una dona fuerte.A ella li agrada ser independent. Realment no li agrada que ningú estigui darrere d'ella. És una noia a la qual li agrada aprendre coses noves cada dia. No es conforma amb els coneixements que té, sinó que vol ampliar-los per aconseguir entendre millor el món que l'envolta. Això fa que sigui una gran estudiosa i per això s'arribi a un lloc laboral molt elevat. Això sí, per aconseguir adquirir aquests coneixements sempre ha d'estar en un lloc sense gent, perquè es pot distreure amb gran facilitat.
Ella vol estar el punt més alt de les empreses, li agrada dirigir i manar, però no li agrada que la manin. Això fa que moltes persones la demanin consells, ja que realment és la número u de tots els grups.
Dins el món laboral, podem dir que Carla és una noia insistent. És a dir, no li agrada deixar les coses a mitges. Una vegada que comença a fer una feina, no para fins que el finalitza. Si a això sumem la seva capacitat de lideratge, podem dir que és una gran directiva. I si no arriba a aquest lloc, com a mínim ha de treballar com a encarregada dins el a empresa. És més, en moltes ocasions és una gran emprenedora, vol treure les seves idees a la llum per poder crear un bon negoci.
Carla no és una noia a la qual se la pugui enamorar fàcilment. Però una vegada que s'ha enamorat, és important que la seva parella la d'afecte i més sàpiga deixar el seu espai. Per aquest motiu, en cap cas pot estar amb una persona gelosa la qual vigili tots i cadascun dels seus passos. Això sí, tot i ser bastant liberal i de necessitar el seu espai, dins de la parella compta amb un pensament clàssic, és a dir, la seva parella no es comparteix amb ningú més. A més, el seu company sempre ha de ser un punt de suport.

## Personatges famosos
- Carla Bruni, cantant i actriu francesa
- Carla Bley, cantant i compositora estatunidenca
- Carla Lonzi, escriptora italiana
- Carla Simón i Pipó, directora i productora catalana
- Carla Serrat i Tarré, cantautora vigatana coneguda amb el nom de Carla.